# Entephria klemensiewiczii
Entephria klemensiewiczii är en fjärilsart som beskrevs av Prüffer 1923. Entephria klemensiewiczii ingår i släktet Entephria och familjen mätare. Inga underarter finns listade i Catalogue of Life.